# Relations entre les États-Unis et le Venezuela
Les relations entre les États-Unis et le Venezuela font référence aux relations bilatérales entre États-Unis et la république bolivarienne du Venezuela. Depuis 1998, année de l'élection de Hugo Chávez, les relations entre les deux pays se sont tendues. Depuis le 23 janvier 2019, les États-Unis ne reconnaissent plus le président vénézuélien Nicolás Maduro et tentent de favoriser son renversement. Le Venezuela fait également l'objet de sanctions économiques.

## Avant 1998
En 1902, lorsque le gouvernement de Cipriano Castro, accablé par les guerres civiles, n'était plus en mesure d'appliquer les exigences des banquiers européens en 1902, les forces navales de Grande-Bretagne, d'Italie et d'Allemagne bloquent les côtes du Venezuela et ouvrent même le feu sur les ports et fortifications côtières, causant de nombreux morts et blessés. Le Président Roosevelt se rapportait aux perspectives de pénétration dans la région par part de l'Empire allemand aussi bien qu'un clair défi des postulats de la Doctrine Monroe. Bien que le secrétaire d'État américain Elihu Root qualifie Castro de "fou" ou de "singe", le président Roosevelt a qualifié les perspectives de pénétration de l'Empire allemand dans la région de défi clair aux postulats de la doctrine Monroe. Roosevelt menaça une action militaire contre les puissances européennes, forçant ainsi la levée du blocus naval, puis négocia avec Castro le paiement de la dette extérieure conformément aux Protocoles de Washington signés par les parties le 13 février 1903. Cet incident a été un stimulant important pour la mise en œuvre de l'initiative Corollaire Roosevelt, qui a jeté les bases de la politique américaine de Doctrine du Big Stick et de la diplomatie du dollar américain.
Sous la présidence de Juan Vicente Gomez, le pétrole a été découvert dans le lac Maracaibo en 1914. Gómez a réussi à amener le Venezuela à réduire sa dette extérieure en accordant des concessions à des compagnies pétrolières étrangères, ce qui lui a valu le soutien des États-Unis et des puissances européennes. Cette croissance de l'industrie pétrolière nationale a permis de renforcer les liens économiques entre les États-Unis et le Venezuela.
En octobre 1997, lors d’une visite de Bill Clinton à Caracas, un accord de coopération pour la lutte contre le narcotrafic (11 millions de dollars) est signé avec Rafael Caldera, le chef d’État vénézuélien. Le Venezuela est alors décrit par les autorités américaines comme « la plus importante route de contrebande du narcotrafic depuis la Colombie jusqu’aux marchés illicites. Le pays sert de zone de transit pour environ 100 tonnes de cocaïne et 10 tonnes d’héroïne par an ».

### Doctrine Betancourt
Le président Romulus Betancourt (1959-1964) a exercé une politique extérieure fondée sur la promotion d'une alliance hémisphérique anti-dictature, la défense du pétrole vénézuélien et l'insistance de chercher des solutions multilatérales aux problèmes régionaux à travers les mécanismes de la OEA. Par ailleurs, le Venezuela a soutenu le programme de l'Alliance pour le Progrès et la politique d'affrontement vers Cuba, même si le pays n'approuvait pas une invasion militaire de l'île. La conduite vénézuélienne envers les États-Unis durant ces années s'est concentrée sur l'obtention du soutien de Washington à son procès interne, ce qu'il a obtenu avec succès. Malgré l'indifférence nord-américaine devant la vague successive de coups militaires dans la région et la promulgation de l'appelée Doctrine Betancourt, le Venezuela ne s'est pas vu menacé par un changement d'attitude défavorable de la part de la Maison Blanche vis-à-vis de Caracas.

## De 1998 à 2013
Le ministre des Relations extérieures du Venezuela, Jorge Arreaza, affirme: ce sont les États-Unis qui ont financé et piloté l’« agression flagrante » dont son pays serait la victime, agression qui a débuté « dès le premier jour de la révolution bolivarienne, le 2 février 1999, et n’a cessé depuis ».

### Présidence d'Hugo Chávez

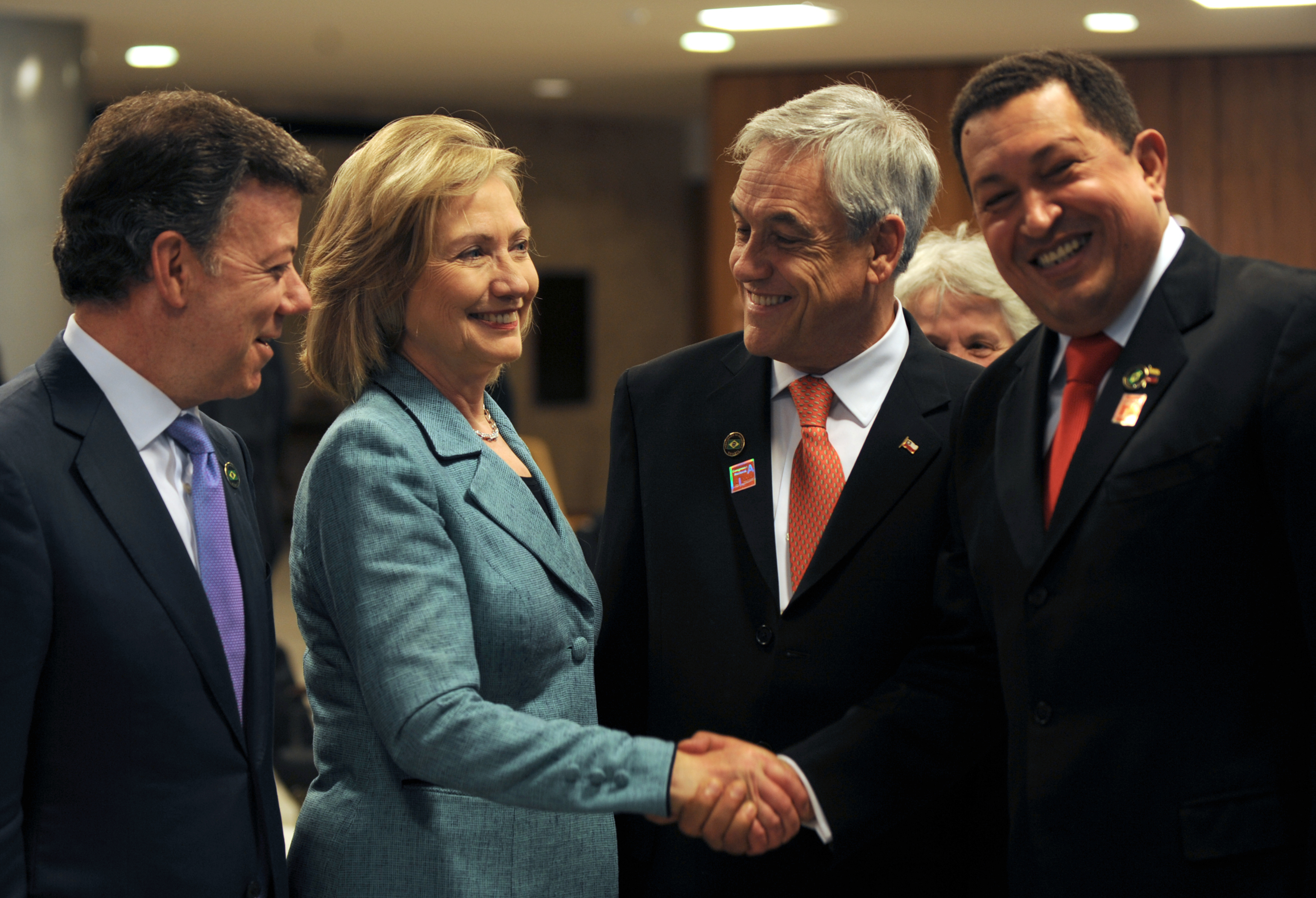
La rencontre d'Hugo Chavez avec Hillary Clinton en 1 Janvier 2011, Brasilia

En 1998, en l'état de Hugo Chávez, connu à partir de la tentative de coup d'État de 1992 au Venezuela, élu président du Venezuela, les relations diplomatiques entre le Venezuela et les États-Unis se dégradent progressivement. L'amitié  de Chávez et de Fidel Castro surtout la relation commerciale avec Cuba a diminué l'influence de la politique de nord-américaine pour boycott économique du Cuba. La position de Chávez est remporter un prix OPEP élevé du pétrole pour les États-Unis, autour des 25 dollars américains par tonneau. Pendant la présidence du Venezuela de l'OPEP en 2000, Chávez a fait une tournée de dix jours par les pays de l'OPEP, il est le premier chef d'État en contact diplomatique avec Saddam Hussein depuis la Guerre du Golfe. La visite a été controversée au Venezuela et aux États-Unis, bien que Chávez ait fait respecter l'interdiction des vols internationaux vers et depuis l'Irak.
le Venezuela est un membre actif du Système de Coopération entre les Forces Aériennes Américaines (SICOFAA) en étant deux fois une organisation apolitique internationale volontaire entre les forces aériennes du Nord et Sud de l'Amérique.
En janvier 2008 Chavez a demandé aux pays gouvernés par la gauche, membres de l'Alternative bolivarienne pour les Amériques (Alba), de s'associer militairement afin de parer à une éventuelle agression des États-Unis. « Nous devons monter une stratégie commune en articulant les armées de l'air, de terre, la marine, la garde nationale, les forces de coopération et les services de renseignements, parce que l'ennemi est le même : l'empire des États-Unis », a déclaré Chavez.
Les États-Unis ont exercé de multiples pressions pour essayer d’empêcher les pays latino-américains d’adhérer à PetroCaribe — accord de coopération énergétique entre les pays des Caraïbes et le Venezuela. Des câbles diplomatiques divulgués par WikiLeaks indiquent que, même si les diplomates américains reconnaissaient dans des discussions privées les bénéfices économiques de cet accord pour les pays membres, ils craignaient que PetroCaribe n’accroisse l’influence politique du Venezuela dans la région caribéenne.

### Accusations contre les États-Unis d'actions de déstabilisation
Les États-Unis ont reconnu le gouvernement de Pedro Carmona pendant le Coup d'État de 2002 au Venezuela contre Chávez. Après son retour au pouvoir, Chávez a affirmé qu'un avion de la Force Aérienne américaine avait survolé la base aérienne de l'île de la Orchila, où Chávez était emprisonné.
Le 14 mai 2002, Chávez a affirmé qu'il y avait des preuves définitives de la participation des États-Unis dans le putsch de 2002. Les services de renseignement vénézuéliens auraient obtenu des images radar indiquant la présence militaire des États-Unis avec des bateaux de guerre et avions dans les eaux territoriales et l'espace aérien du Venezuela. Selon une enquête du Guardian, Elliott Abrams, l'un des « faucons » de l'administration américaine aurait contribué à planifier le coup d'État. Le sénateur américain Christopher Dodd s'est déclaré préoccupé par les tentatives du gouvernement américain de renverser le gouvernement vénézuélien et a demandé au Congrès d’enquêter. Celui-ci a affirmé que les « fonctionnaires des États-Unis ont adéquatement agi et ils n'ont rien fait pour encourager le coup d'État d'avril contre le président du Venezuela », et n'ont fourni aucun soutien logistique naval aux putschistes,. Selon le média américain d'investigation Democracy Now!, des documents de la CIA indiquent que l'administration Bush était au courant de la préparation d'un coup d'État militaire. Selon l'ambassadeur américain au Venezuela, William Brownfield, l'ambassade des États-Unis au Venezuela a averti Chávez qu'un coup d'État était en préparation. En outre, le Département d'État des États-Unis a affirmé que les programmes d'assistance des États-Unis en Venezuela, comprenant la National Endowment for Democracy (NED), n'avaient a apporté aucune aide au coup d'État,. Chávez a aussi déclaré, pendant la période postérieure au putsch, que les États-Unis ont continué de chercher à le renverser Le 6 octobre 2002, il déclare avoir neutralisé une nouvelle tentative de coup d'État. Le 20 octobre, il échappe à une tentative d'assassinat alors qu'il revenait d'Europe.
Dans une note diplomatique datée de 2006 et rendue publique par WikiLeaks, l'ambassadeur américain William Brownfield explique que le travail des États-Unis au Venezuela consiste à « renforcer les institutions démocratiques ; pénétrer la base politique du régime ; diviser le chavisme ; protéger les intérêts vitaux des États-Unis ; isoler Chávez internationalement »

## Présidence de Nicolás Maduro

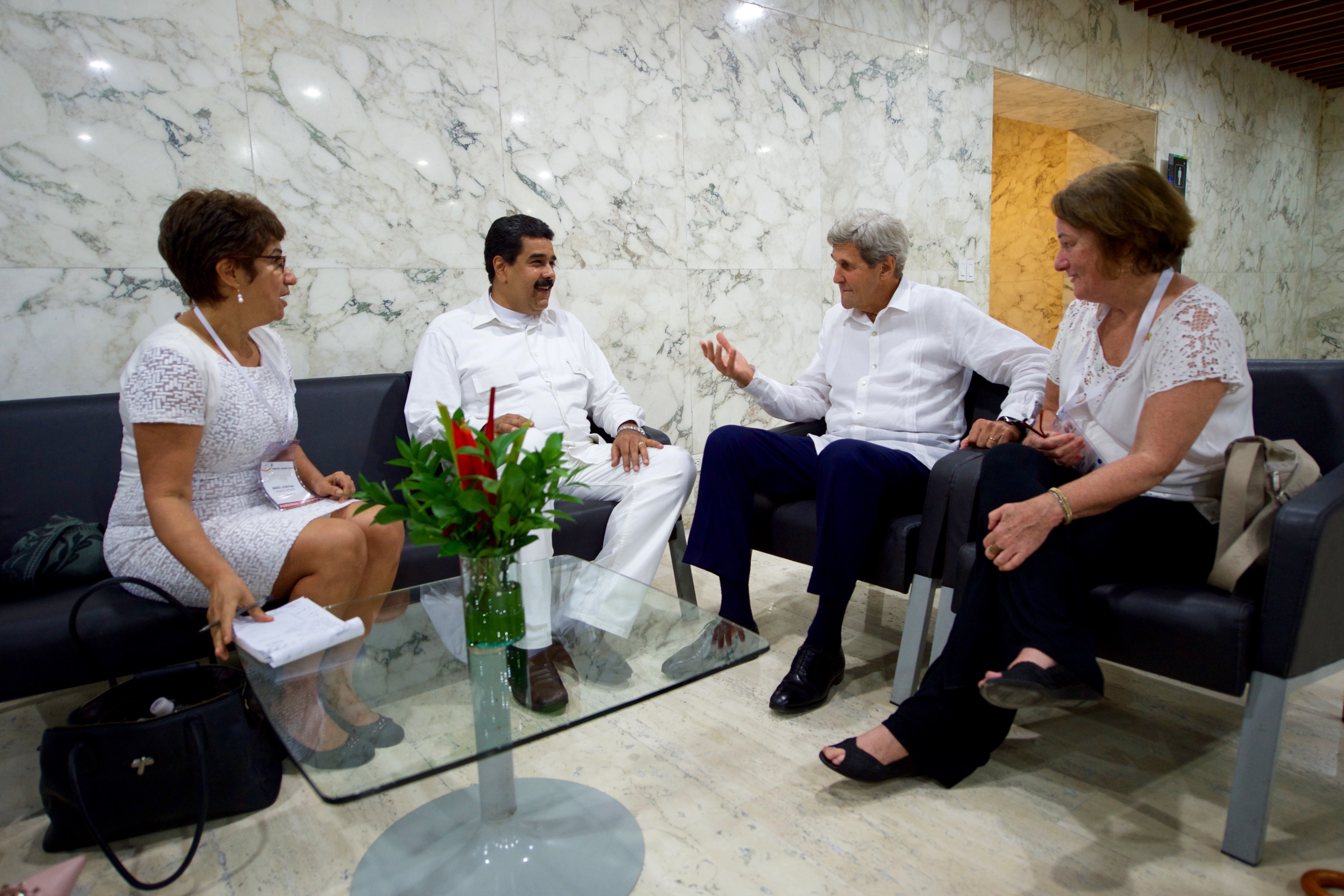
La réunion entre Nicolas Maduro et le secrétaire d'État des États-Unis John Kerry en septembre 2016.

À la fin juillet 2013, Nicolás Maduro annonce la fin du « dialogue permanent » qui avait repris un mois plus tôt avec les États-Unis pour tenter de normaliser les relations bilatérales. En septembre 2013, il annonce lors d’un discours public : « Ils ont quarante-huit heures pour quitter le pays. (...) Yankees go home ! », au sujet de trois diplomates américains accusés d'avoir pris part à des actions de déstabilisation. Le 1er octobre 2013, le Venezuela déclare que les États-Unis ont expulsé son chargé d'affaires à Washington et deux autres diplomates, dans un geste de représailles après l'expulsion de trois diplomates de l'ambassade des États-Unis à Caracas.
Le gouvernement de Barack Obama, qui avait refusé en 2013 de reconnaître la victoire de Nicolas Maduro à l'élection présidentielle, classe en 2015 le Venezuela comme une « menace extraordinaire pour la sécurité nationale » et impose des sanctions contre plusieurs responsables politiques vénézuéliens.
Au cours de sa campagne pour la présidence des États-Unis, Donald Trump évoque peu le Venezuela. Toutefois, après son élection, il adopte une ligne dure et proclame ouvertement sa volonté de parvenir à un changement de régime. Il rappelle qu’une « solution militaire » constitue une hypothèse et instaure une série de lourdes sanctions économiques contre Caracas. La majorité des gouvernements d'Amérique latine se joignent aux efforts de Washington pour renverser le gouvernement vénézuélien.
En juillet 2017, le Trésor américain annonce des sanctions contre 13 actuels et anciens hauts responsables gouvernementaux du Venezuela. Donald Trump décrit son homologue vénézuélien comme un « mauvais dirigeant rêvant de devenir dictateur ». Le secrétaire du Trésor des États-Unis, Steven Mnuchin ajoute : « Chaque personne qui participera à l'Assemblée constituante et qui affaiblit le processus démocratique au Venezuela doit savoir qu'elle s'expose à des sanctions américaines »,.
En janvier 2019, la Maison-Blanche reconnaît le président de l'Assemblée nationale vénézuélienne, Juan Guaidó, comme « président par intérim ». Ce dernier s'était proclamé président le 23 janvier 2019. D'autres pays suivent le mouvement, par exemple le Canada et la France. En février, le président américain a mis en garde les chefs militaires du Venezuela et les a exhorté à soutenir Juan Guaidó, les menaçant de « tout perdre » si l’armée vénézuélienne continuait de soutenir Nicolas Maduro : « Les yeux du monde entier sont braqués sur vous aujourd'hui. Vous pouvez choisir d'accepter l'offre généreuse d'amnistie du président Guaidó et vivre en paix auprès des vôtres (...). Sinon vous pouvez choisir la seconde voie: continuer à soutenir Maduro. Dans ce cas vous n'aurez aucun endroit où vous réfugier, pas de sortie possible. Vous perdrez tout. » L'opposant Carlos Vecchio est nommé chargé d'affaires du Venezuela aux États-Unis,. Les États-Unis nomment pour leur part Elliott Abrams au poste d'envoyé spécial au Venezuela.
Dans une interview donnée sur Fox Business en janvier 2019, John Bolton, le conseiller à la sécurité nationale des États-Unis, précise que les réserves pétrolières vénézuéliennes constituent l’une des motivations américaines, puisque « cela changerait bien des choses pour les États-Unis sur le plan économique si les sociétés américaines pouvaient exploiter les ressources du pays ».
Pour l’ancien rapporteur indépendant auprès des Nations unies Alfred de Zayas, les sanctions américaines, qui se sont considérablement accrues depuis 2017, relèvent de « crimes contre l’humanité », puisqu’elles aggravent la situation économique et sociale du pays. Les sanctions ont été critiquées aux États-Unis mêmes. Le sénateur républicain Richard H. Black s'en indigne : « Nous avons attaqué la monnaie vénézuélienne et par le biais du système bancaire international nous lui avons enlevé sa valeur pour dire : « Regardez comme ce gouvernement est mauvais, sa monnaie ne vaut rien ». »
Les États-Unis accusent en avril 2020 le président vénézuélien de « narcoterrorisme » et proposent 15 millions de dollars pour toute information menant à sa capture. Ils massent ensuite une flotte de guerre à proximité du Venezuela dans ce qui constitue le plus grand déploiement militaire américain dans la Caraïbe depuis l'invasion du Panama en 1989. Le déploiement est également soutenu par 22 pays alliés aux États-Unis. En outre, les troupes américaines et colombiennes intensifient les exercices conjoints dans le cadre de l’opération « Vita » à proximité de la frontière terrestre du Venezuela. Nicolas Maduro lance pour sa part une adresse « fraternelle » au « peuple des États-Unis », plaidant pour « l’arrêt des menaces militaires et la fin des sanctions illégales qui restreignent l’accès aux fournitures humanitaires » dans un contexte d'épidémie de Covid-19. Dans le même temps, le gouvernement américaine présente un « cadre pour une transition démocratique » au Venezuela, qui revendique notamment le démantèlement de l’appareil institutionnel vénézuélien pour lui substituer un « Conseil d’État » transitoire.
Plusieurs mercenaires américains de la société Silvercorp sont arrêtés au Venezuela en mai 2020 à l'issue de l'échec de l'opération Gideon. Selon des documents révélés par la presse américaine, ils avaient été recrutés par des membres de l'opposition vénézuélienne très proches de Juan Guaidó afin de kidnapper le président vénézuélien. Ce dernier accuse Donald Trump d’être impliqué dans l'opération, ce que dément le président américain : « Si je voulais aller au Venezuela, je n'en ferais pas un secret. J'y entrerais et ils ne pourraient rien y faire. Ils s'écraseraient. Je n'enverrais pas un petit groupe, non, non, non. Ça s'appellerait une armée, ça s'appellerait une invasion », déclare-t-il sur la chaine Fox News[réf. nécessaire].

## Conflit russe et rapprochement
Le conflit global engendré par la guerre russo-ukrainienne pousse les États-Unis à reconsidérer le Venezuela pour garantir ses imports pétroliers. En novembre 2022, le gouvernement américain autorise l'entreprise Chevron à reprendre ses opérations pétrolières au Venezuela à condition d'exporter sa production vers les États-Unis. À noter par ailleurs que Rosneft, l'un des principaux investisseurs sur le marché pétrolier venézuélien, a cessé ses participations directes dans le pays en 2020 sous le coup des sanctions américaines,.

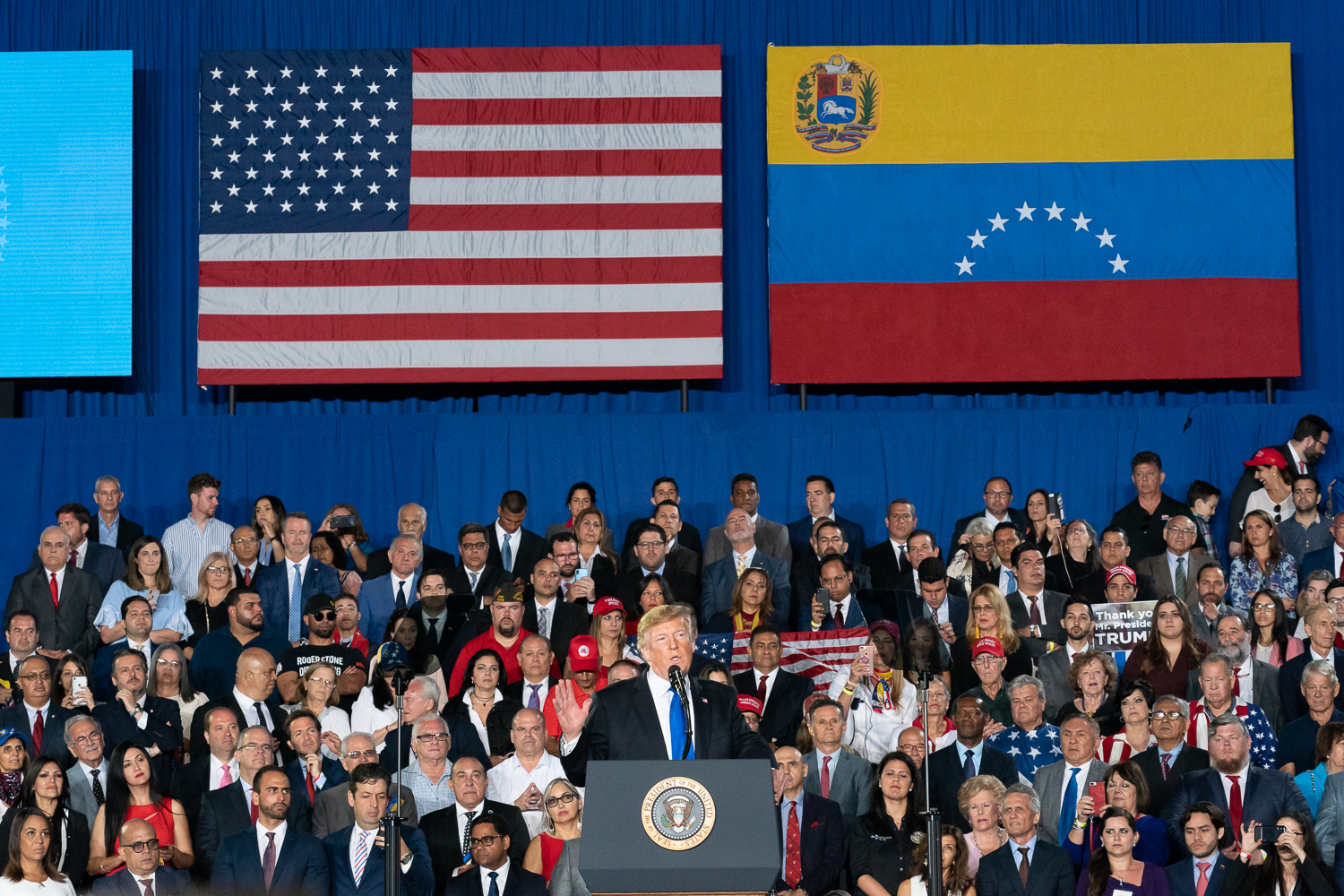
Discours de Donald Trump concernant la crise au Venezuela en 2019.